# Owczary (powiat bytowski)
Owczary (kaszb.Òwczôrë) – osada w Polsce położona w województwie pomorskim, w powiecie bytowskim, w gminie Trzebielino. 
Osada wchodzi w skład sołectwa Poborowo.
W latach 1975–1998 miejscowość administracyjnie należała do województwa słupskiego.